# 안양 삼막사 삼층석탑
삼막사 삼층석탑(三幕寺 三層石塔)은 대한민국 경기도 안양시 삼막사에 있으며 고려시대에 만들어진 삼층석탑이다. 1983년 9월 19일 경기도의 유형문화재 제112호로 지정되었다.
삼막사 승도(僧徒)인 김윤후(金允候)가 몽골군의 원수(元帥)인 살리타를 살해한 뒤 승적을 기념한 탑이라 전한다.
기단부(基壇部)는 장대석(長臺石) 4매(四枚)로 하층기단(下層基壇) 하대(下臺)를 만들고, 하층기단 면석(面石)도 역시 장대석 4매로 되었으며, 갑석(甲石)은 2매석으로 구성되었다. 상층기단(上層基壇) 면석은 4매석으로 짜여 있고, 갑석은 한 귀퉁이가 깨져 없어졌다. 탑신부(塔身部)는 탑신과 옥개석(屋蓋石)을 각기 1석씩으로 조성하였는데 각층의 옥개받침은 3단씩이다. 전체적으로 둔중하여 고려시대의 특징을 잘 볼 수 있다. 높이는 2.55미터이다.

## 개요
삼막사 선실 뒤편에 서 있는 3층 석탑이다. 삼막사라는 절이름에는 통일신라 문무왕 17년(677) 원효·의상·윤필 3대사가 관악산에 들어와 장막을 치고 수도하다가 그 뒤 그곳에 절을 지어 이름을 이와같이 부르게 되었다는 이야기가 전하고 있다.
탑은 2층 기단(基壇) 위에 3층의 탑신(塔身)을 올린 일반적인 모습이다. 위·아래층 기단에는 아무런 장식이 없고, 탑신의 몸돌에만 모서리에 기둥 모양을 새겨 두었다. 두툼한 지붕돌은 밑면에 3단의 받침이 있고, 낙수면의 경사는 급하다. 꼭대기에는 1979년에 보수한 머리장식이 놓여있다.
전체적으로 둔중한 느낌을 주고, 지붕돌받침이 3단으로 줄어드는 등 고려 석탑의 특징이 잘 나타나 있다. 전하는 말에 의하면 고려 고종 19년(1232) 몽고의 침입에 맞선 삼적사 승려 김윤후가 싸움에 이긴 것을 기념하기 위해 이 탑을 세웠다고 한다.

## 사진

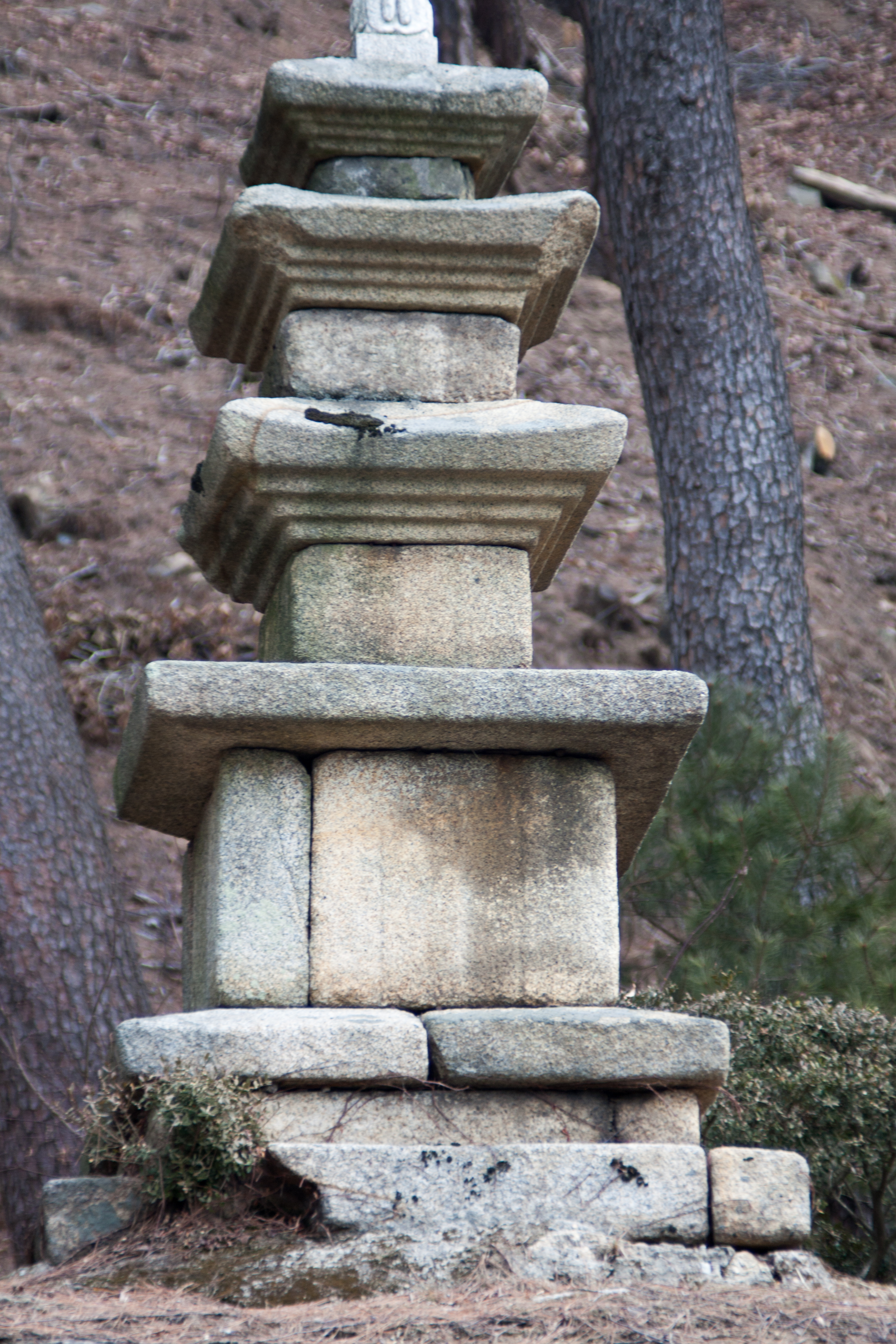
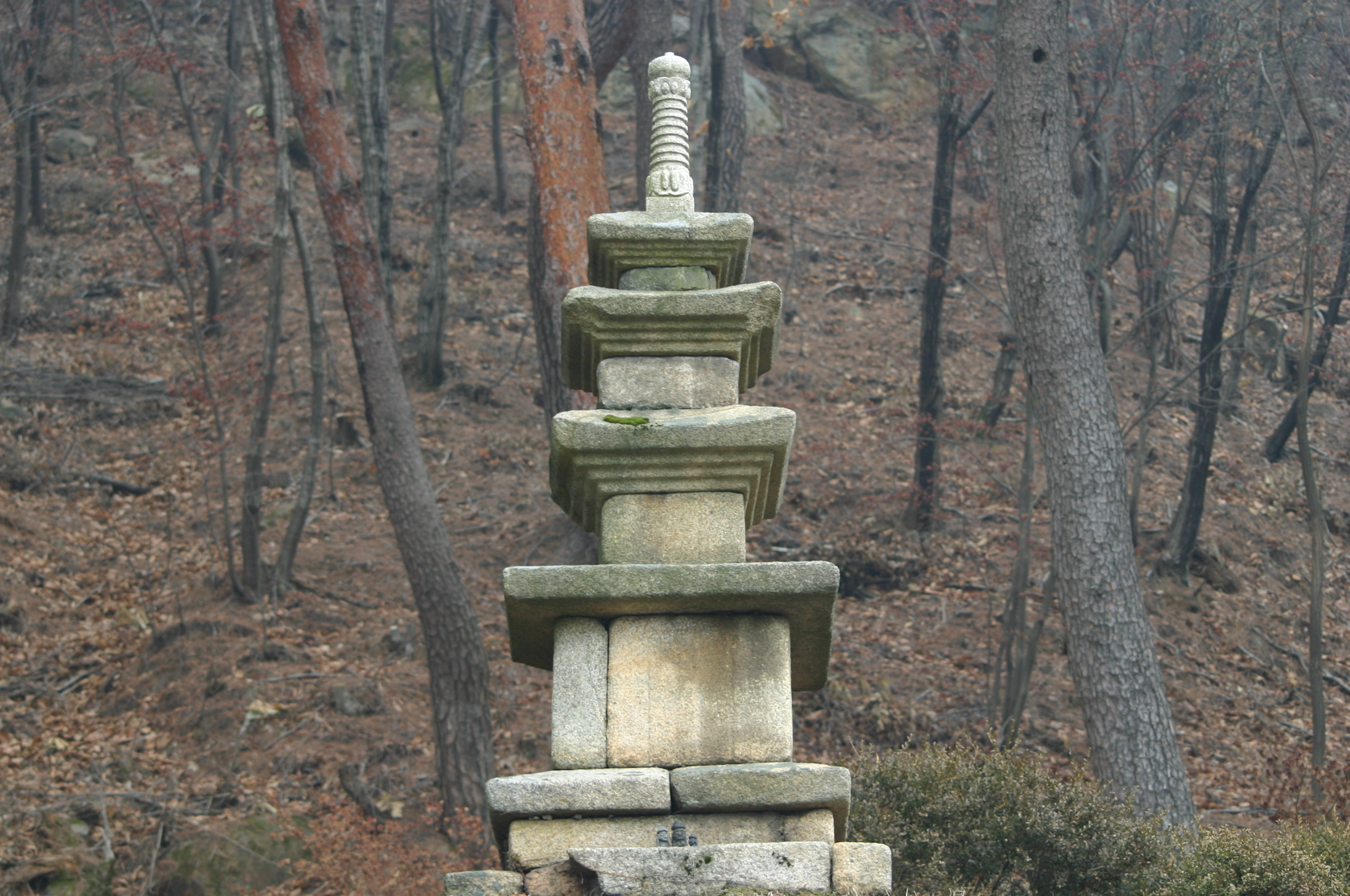
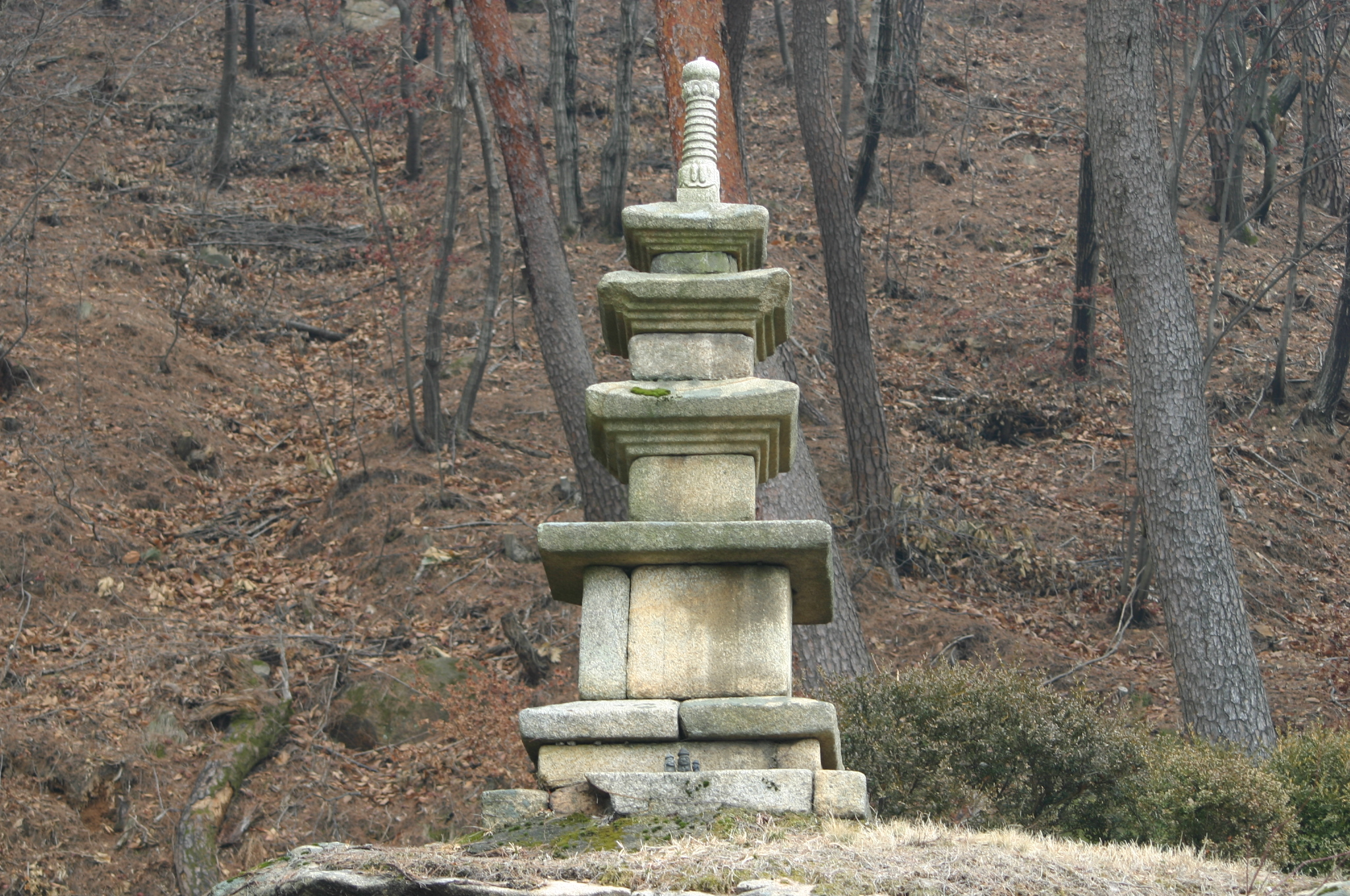
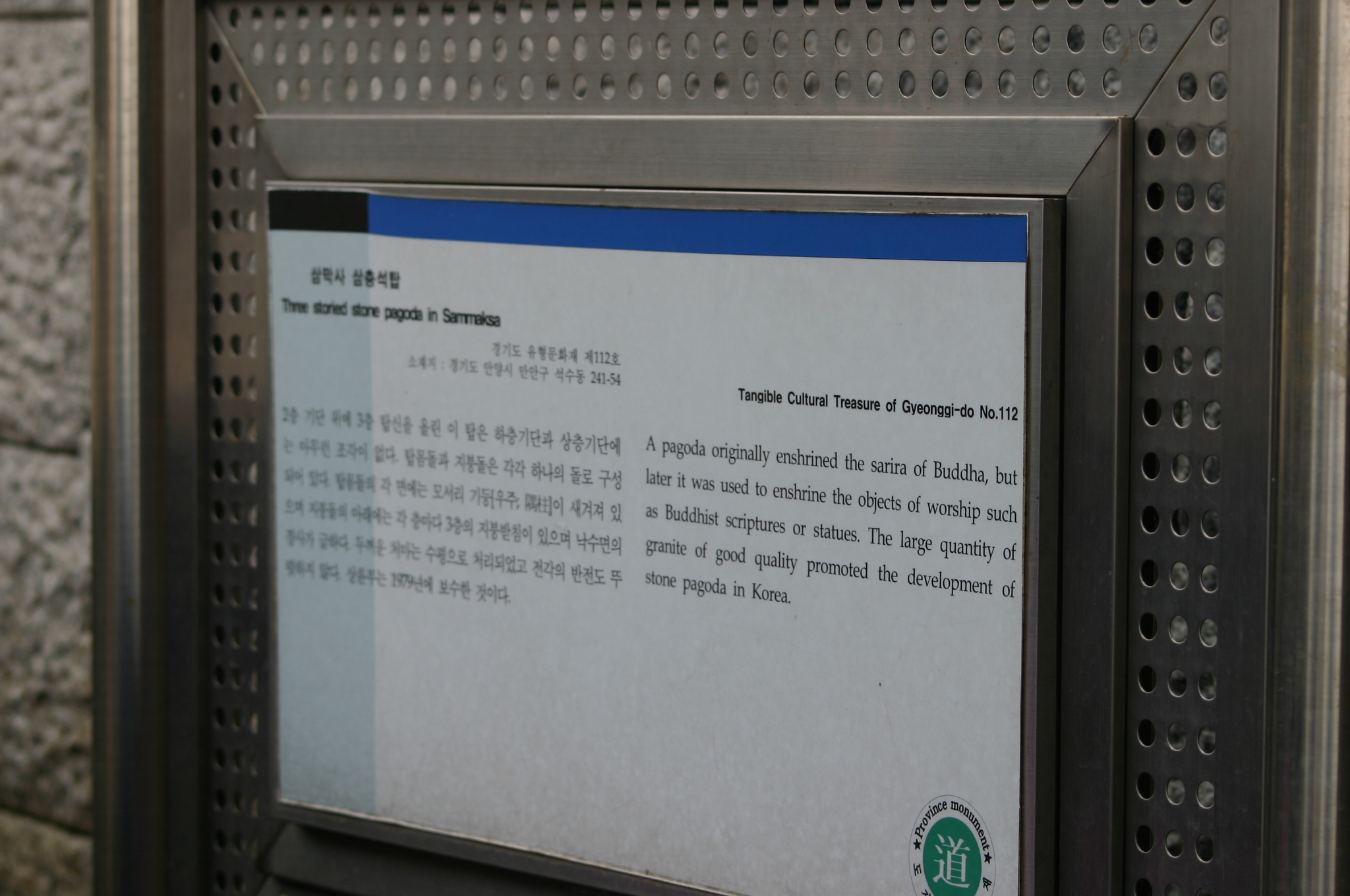

## 같이 보기
- 안양 삼막사 마애삼존불 - 경기도 유형문화재 제94호

## 참고 자료
- 안양 삼막사 삼층석탑 - 국가유산청 국가유산포털